# Vojtech Adalbert Kral
Vojtech Adalbert Kral (Vojtěch Adalbert Král, ur. 5 lutego 1903 w Pradze, zm. 6 czerwca 1988 w Jerozolimie) – kanadyjski neuropsychiatra czeskiego pochodzenia.
Urodził się 5 lutego 1903 w Pradze, jako syn Samuela Krála (1864-1937) i Pauliny z domu Löwy (1879-1969). Ukończył gimnazjum w Pradze, po czym studiował medycynę na niemieckim Uniwersytecie w Pradze. Tytuł doktora medycyny otrzymał w 1927 roku. Po studiach pracował jako asystent w klinice neurologicznej u Ottona Pötzla i Eduarda Gampera. W 1938 roku stracił posadę z powodu żydowskiego pochodzenia. Razem z żoną Katherine z domu Neumark, lekarką okulistką, znalazł się w obozie koncentracyjnym Theresienstadt. Pracował w obozowej służbie medycznej, co uratowało mu i jego żonie życie. Po wojnie i przejęciu władzy w Czechosłowacji przez komunistów, emigrowali do Kanady. Od 1952 do 1972 zatrudniony na Uniwersytet McGill w Montrealu, początkowo jako lecturer, ostatecznie na stanowisku associate professor. Zmarł w 1988 roku, podczas podróży do Izraela.
Zajmował się przede wszystkim psychogeriatrią. Wprowadził do psychiatrii termin "benign         senescent forgetfulness".
Był laureatem Allan Award i złotego medalu American Geriatric Society, nagrody Ontario Psychogcriatric Association i corocznej nagrody przyznawanej przez Psychiatric
Out-patients Center of America. Był członkiem British Royal College of Psychiatrists, American Psychiatric Association i Royal College of Physicians of Canada. Był honorowym przewodniczącym Ontario Psychogeriatric Association.

## Wybrane prace
- (1989) "Forgetting": a phenomenological analysis[6]
- (1989) Selected Papers of V.A. Kral[7]
- (1973) A triune concept of the brain and behaviour[8]
- (1972) Senile dementia and normal aging[9]
- (1962) Senescent Forgetfulness: Benign and Malignant[10]
- (1958) Neuro-psychiatric observations in an old peoples home; studies of memory dysfunction in senescence[11]